# Grenzübergang Končulj
Koordinaten: 42° 28′ 29,7″ N, 21° 41′ 16,6″ O
Der Grenzübergang Končulj (albanisch Vendkalimi kufitar Dheu i Bardhë,
serbisch Гранични прелаз Бела Земља Granični prelaz Bela Zemlja) befindet sich im Südosten des Kosovo und verbindet diesen mit Serbien. Er liegt an der Hauptverkehrsstraße nach Bujanovac östlich der Stadt Ranilug am südwestlichen Rand der Großgemeinde Gjilan bzw. nordwestlich des serbischen Ortes Končulj. In Kosovo wird die Straße als M-25.3, in Serbien als Bundesstraße 41 bezeichnet. Seit der Unabhängigkeitserklärung des Kosovo im Februar 2008 war der Grenzposten mehrmals Schauplatz gewaltsamer Auseinandersetzungen zwischen Serben und Kosovo-Albanern. Aus Sicht Serbiens handelt es sich nicht um einen internationalen Grenzübergang, sondern lediglich um einen polizeilichen Kontrollpunkt innerhalb Serbiens (serbisch Административни прелаз Бела Земља Administrativni prelaz Bela Zemlja).
In der Nacht vom 4. auf den 5. Dezember 2012 gab Catherine Ashton bekannt, dass sich Ivica Dačić und Hashim Thaçi in der dritten Gesprächsrunde des Zollkonflikts auf gemeinsame Grenzposten an der Grenze zwischen den beiden Staaten geeinigt haben. Der Grenzübergang Končulj und die Grenzübergänge in  Merdare, Jarinje, und Brnjak sollten bis Jahresende gemeinsam von der serbischen, der kosovarischen Polizei und EULEX verwaltet werden. In Jarinje und Merdare sollten die gemeinsamen Kontrollen schon am 10. Dezember starten.
Geplant ist, die R 7.1 parallel zur M-25.3 von Lipjan bis zum serbischen Dorf Končulj über Gjilan zu führen.